# Cabo York
O Cabo York é o ponto mais setentrional do continente australiano. Fica no extremo da homónima península do Cabo York, na parte setentrional de Queensland, Austrália, sobre as águas do estreito de Torres.
Dista 1170 km da turística cidade de Cairns e quase 2900 km da capital do estado, Brisbane. Foi assim designado em 1770 por James Cook em homenagem a Sua Alteza Real o Duque de York.

Mapa da península do Cabo York.